# Julie Kagawa
Julie Kagawa (Sacramento (Californië), 12 oktober 1982) is een Amerikaans schrijfster. Ze schrijft boeken in de categorie Young Adult.
Ze schreef onder meer de Iron Fey-serie (Nederlands: IJzerfae). De originele serie bevat vier boeken: The Iron King (De IJzerkoning), The Iron Daughter (De IJzerprinses), The Iron Queen (De IJzerkoningin) en The Iron Knight (De IJzerprins).